# Saison 5 d'Hercule Poirot
Chronologie
Saison 4 Saison 6
Cet article présente le guide des épisodes de la saison 5 de la série télévisée britannique Hercule Poirot (Agatha Christie's Poirot).

## Distribution
- David Suchet (VF : Roger Carel) : Hercule Poirot
- Hugh Fraser (VF : Jean Roche) : le Capitaine Arthur Hastings (sauf épisode 6)
- Philip Jackson (VF : Claude d'Yd) : l'Inspecteur-chef James Japp (épisodes 4 à 8)
- Pauline Moran (VF : Laure Santana) : Miss Felicity Lemon (épisodes 1 à 5 ; 8)

## Épisodes

### Épisode 1:La Malédiction du tombeau égyptien
- Royaume-Uni : 17 janvier 1993

- Rolf Saxon (Dr Ames)
- Olivier Pierre (Henry Schneider)
- Jon Strickland (Dr Foswell)
- Bill Bailey (Felix Bleibner)
- Paul Birchard (Rupert Bleibner)
- Simon Cowell-Parker (Nigel Harper)
- Grant Thatcher (Sir Guy Willard)
- Anna Cropper (Lady Willard)
- Mozaffar Shafeie (Hassan)
- Peter Reeves (Sir John Willard)
- Robert Wisdom (serveur)

### Épisode 2:L'Affaire de l'invention volée
- Royaume-Uni : 24 janvier 1993

- Ann Bell (Lady Astwell)
- Adie Allen (Lily)
- Denis Lill (Sir Reuben)
- Jonathan Phillips (Charles Leverson)
- Bill Wallis (Horace Trefusis)
- Ian Gelder (Victor Astwell)
- Andrew Seear (Humphrey Naylor)
- Lucy Davidson (Gladys)
- John Evitts (Parsons)
- Michael Vaughan (sergent)
- Charles Armstrong (réceptionniste de l'hôtel)

- Horace Trefusis (meurtre)
- Lily (vol du dossier de l'invention)

### Épisode 3:L'Iris jaune
- Royaume-Uni : 31 janvier 1993

- David Troughton (Barton Russell)
- Dorian Healy (Anthony Chapell)
- Geraldine Somerville (Pauline Wetherby)
- Yolanda Vazquez (Lola)
- Robin McCaffrey (Iris Russell)
- Hugh Ross (Stephen Carter)
- Joseph Long (Luigi)
- Stefan Gryff (Général Pereira)
- Arturo Venegas (réceptionniste de l'hôtel)
- Leonard Maguire (Mr Grove)
- Carol Kenyon (chanteuse)
- Tracy Miller (chanteuse)

### Épisode 4:L'Affaire du testament disparu
- Royaume-Uni : 7 février 1993

- Beth Goddard (Violet Wilson)
- Rowena Cooper	 (Sarah Siddaway)
- Richard Durden (Dr Pritchard)
- Mark Kingston (Andrew Marsh)
- Susan Tracy (Phyllida Campion)
- Gillian Hanna	(Margaret Baker)
- Terrence Hardiman (John Siddaway)
- Jon Laurimore (sergent Walter Baker)
- Edward Atterton (Robert Siddaway)
- Neil Stuke (Peter Baker)
- Stephen Oxley	(docteur)
- Scott Cleverdon (président du débat)
- George Beach (diplômé)
- Simon Owen (Robert enfant)
- Glen Mead (Peter enfant)
- Stephanie Thwaites (Violet enfant)

### Épisode 5:Un dîner peu ordinaire
- Royaume-Uni : 14 février 1993

- Leonard Preston (Mr Graves)
- Anna Mazzotti (Margherita Fabbri)
- David Neal (Bruno Vizzini)
- Vincent Riotta (en) (Mario Ascanio)
- Sidney Kean (Comte Foscatini)
- Alberto Janelli (Darida)
- Arthur Cox (Dr Hawker)
- Vittorio Amandola (1er secrétaire de l'Ambassade d'Italie)
- Ben Bazell (Sergent Beddoes)
- David Verrey (chef cuisinier)
- Janet Lees-Price (Miss Rider)
- Barrie Wilmore (concierge)
- Michael Tudor Barnes (voisin)
- David Willoughby (gars)

### Épisode 6:La Boîte de chocolats
- Royaume-Uni : 21 février 1993

- Rosalie Crutchley (Mme Deroulard)
- Anna Chancellor (Virginie Mesnard)
- David de Keyser (Gaston Beaujeu)
- Jonathan Hackett (Claude Chantalier)
- Geoffrey Whitehead (Comte de Saint Alard)
- Mark Eden (Commissaire Boucher)
- Jonathan Barlow (Jean-Louis Ferraud)
- James Coombes (Paul Deroulard)
- Preston Lockwood (François)
- Linda Broughton (Denise)
- Kirsten Clark (Jeanette)
- Michael Beint (coroner)
- Lucy Cohu (Marianne Deroulard)
- Richard Derrington (Henri)

- Mme Deroulard (meurtre de Jean Deroulard)
- Jean Deroulard (meurtre de sa femme)

- Poirot parle de son ancien supérieur de l'époque ayant le grade de Super Intendant alors que ce grade dans la Police Belge n'existe pas. Super intendant est un grade de la Police Britannique et l'équivalent Belge est celui de Commissaire divisionnaire de police[1].

### Épisode 7:Le Miroir du mort
- Royaume-Uni : 28 février 1991

- Iain Cuthbertson (Gervase Chevenix)
- Emma Fielding (Ruth Chevenix)
- Fiona Walker (Miss Lingard)
- Zena Walker (Vanda Chevenix)
- Richard Lintern (John Lake)
- Jeremy Northam (Hugo Trent)
- Tushka Bergen (Susan Cardwell)
- James Greene (Snell)
- Jon Croft (Lawrence)
- John Rolfe (officier d'état civil)
- Derek Smee (commissaire-priseur)

- d'après la nouvelle Le Miroir du mort (1923)
- Habituellement lors de la réunion finale durant laquelle Poirot raconte le déroulement du crime, le nom de l'assassin est dévoilé. Cette fois-ci, Poirot fait arrêter une autre personne qui est en réalité innocent. C'est un stratagème du détective pour piéger le véritable assassin la nuit suivante !

### Épisode 8:Vol de bijoux à l'Hôtel Métropole
- Royaume-Uni : 7 mars 1993

- Trevor Cooper (Ed Opalsen)
- Sorcha Cusack (Margaret Opalsen)
- Karl Johnson (en) (Saunders)
- Elizabeth Rider (Grace)
- Simon Shepherd (Andrew Hall)
- Hermione Norris (Celestine)
- Tim Stern (groom)
- Andrew Carr (Hubert Devine)
- Graham Rowe (directeur de l'hôtel)
- James McCusker (journaliste)
- Arthur Cox (Dr Hawker)
- Eileen Dunwoodie (vacancier)
- Simon Molloy (vacancier)
- Jo Powell (vacancier)
- Peter Kelly (Len "le chanceux")
- Colin Stepney (invité)

- d'après la nouvelle Vol de bijoux à l'Hôtel Métropole (1923)
- C'est la dernière nouvelle adaptée de la série, ainsi que du format court de 50 minutes. Tous les épisodes suivants seront des adaptations de romans en format long d'une heure quarante, puis une heure trente depuis la saison 9.